# Club de Gimnasia y Tiro
Maillots
Dernière mise à jour : 25 avril 2024.
Le Club de Gimnasia y Tiro de Salta est un club argentin de football basé à Salta.
Le club a passé 3 saisons en première division : en 1979, en 1981, et enfin lors de la saison 1997-1998.

## Anciens joueurs
- Carlos Enrique
- Luis Alberto Bonnet